# 薩德爾 (阿肯色州)
薩德爾（英語：Saddle）是位於美國阿肯色州富爾頓縣的一個非建制地區。該地的面積和人口皆未知。

## 地理
薩德爾的座標為36°21′18″N 91°38′20″W / 36.35500°N 91.63889°W，而該地的平均海拔高度為148米（即486英尺）。